# Mausolée Goblet d'Alviella
Le mausolée Goblet d'Alviella est un monument funéraire de style éclectique situé dans le cimetière de Court-Saint-Étienne, commune belge située en Brabant wallon.
Il a été érigé à la demande du comte Eugène Goblet d'Alviella qui « aimait à penser qu'il n'y a vraiment, au fond, qu'une seule religion, commune aux chrétiens libéraux de toute dénomination, aux Juifs progressistes, aux Brahmanes de l'Inde, aux Béhaïstes de la Perse et de la Syrie, aux bouddhistes de Ceylan, aux sectaires rationalistes du confucianisme et du Shintoïsme ».

## Historique

### Construction
Le « cimetière du Centre » est ouvert le 10 juillet 1885. Le 11 mars 1886, la famille Goblet d'Alviella demande une concession pour y créer le mausolée. Le 7 juillet de la même année, elle est autorisée à créer dans le mur d'enceinte du cimetière une entrée particulière et une allée bordée de conifères pour accéder au mausolée.
Le mausolée a été conçu entre 1887 et 1889 par l'architecte franc-maçon Adolphe Samyn et reflète les options philosophiques et les convictions religieuses universalistes de son commanditaire, le comte Eugène Goblet d'Alviella (1846-1925), qui accordait beaucoup d'attention à l'étude des symboles dans les différentes religions comme le montre sa bibliographie,,.
L'exécution du monument fut confiée à Georges Houtstont, sculpteur à Bruxelles,,.

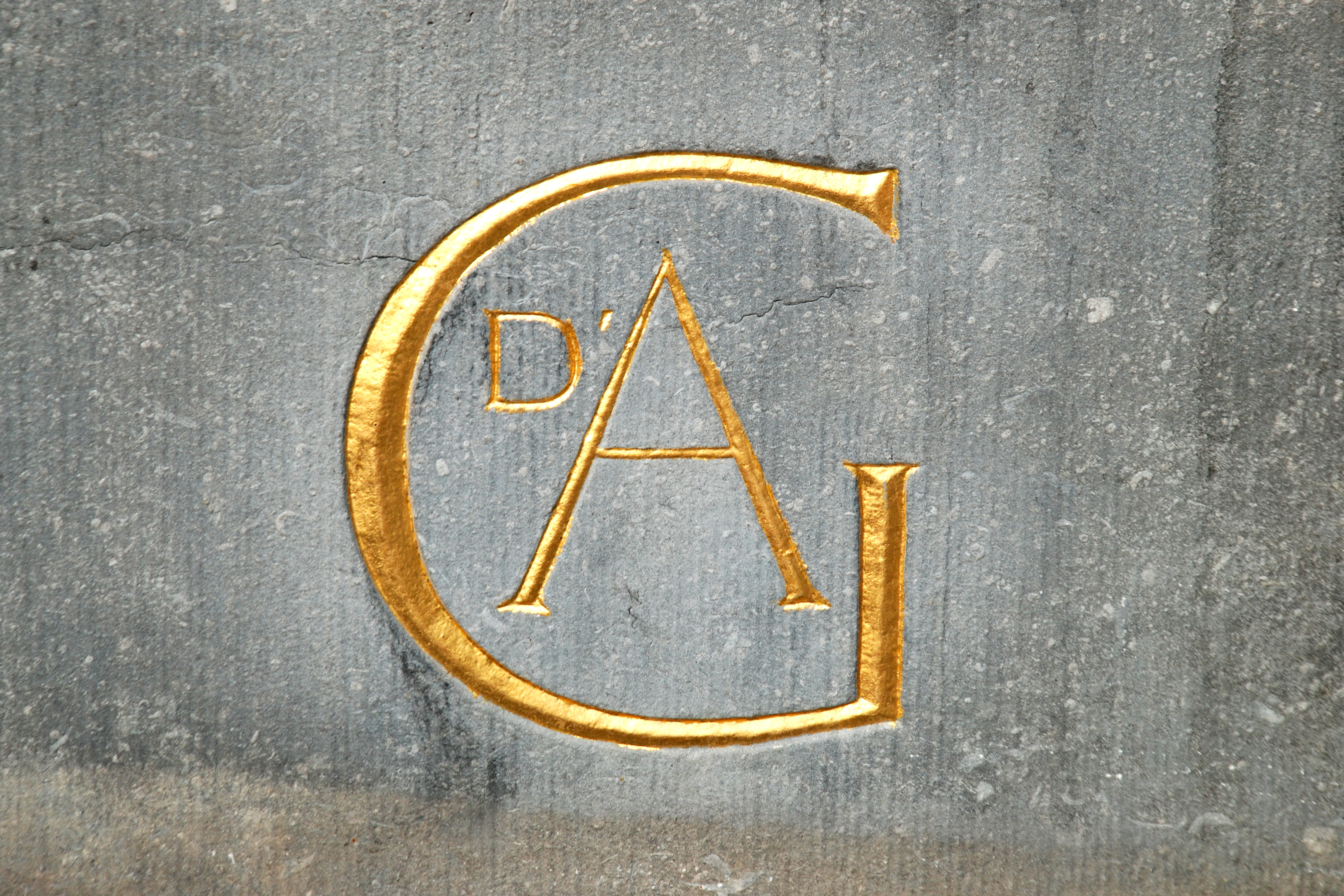
Monogramme des Goblet d'Alviella gravé sur le socle
d'un des sphinx gardant l'accès au mausolée.

### Inhumations
Une plaque commémorative placée à l'intérieur du mausolée mentionne les membres de la famille Goblet d'Alviella qui y sont enterrés :
- Albert Joseph Goblet, comte d'Alviella (1790-1873) et son épouse Marie Anne Adélaïde Damien (1793-1863) ;
- Louis François Magloire, comte Goblet d'Alviella (1823-1866) et son épouse Coralie Anne Charlotte comtesse d'Auxy de Neufville et de Watou (1815-1885).

Les dépouilles de ces quatre personnes, décédées avant la construction du mausolée, y ont été transférées ultérieurement.
- Eugène Félicien Albert, comte Goblet d'Alviella (1846-1925) et son épouse Margaret Alice Packard (1857-1946) ;
- Félix Albert Joseph, comte Goblet d'Alviella (1884-1957) et son épouse Eva-Ernestine Célestine Boël (1883–1956) ;
- Hélène Marguerite Alice Goblet d'Alviella[Notes 1], comtesse de Watou (1887-1944) ;
- Françoise Goblet d'Alviella (1907-1971), épouse d'Yvan Feyerick ;
- Jean, comte Goblet d'Alviella (1921-1990) et son épouse June Deirdre Corfield (1928-2002).

### Protection et restauration
Le mausolée et ses abords font l'objet d'un classement au titre des monuments historiques depuis le 23 septembre 1988 et le mausolée seul comme patrimoine exceptionnel de la Région wallonne depuis le 27 mai 2009.
Il a fait l'objet d'une restauration en 2008.

## Description

### L'allée des sphinx

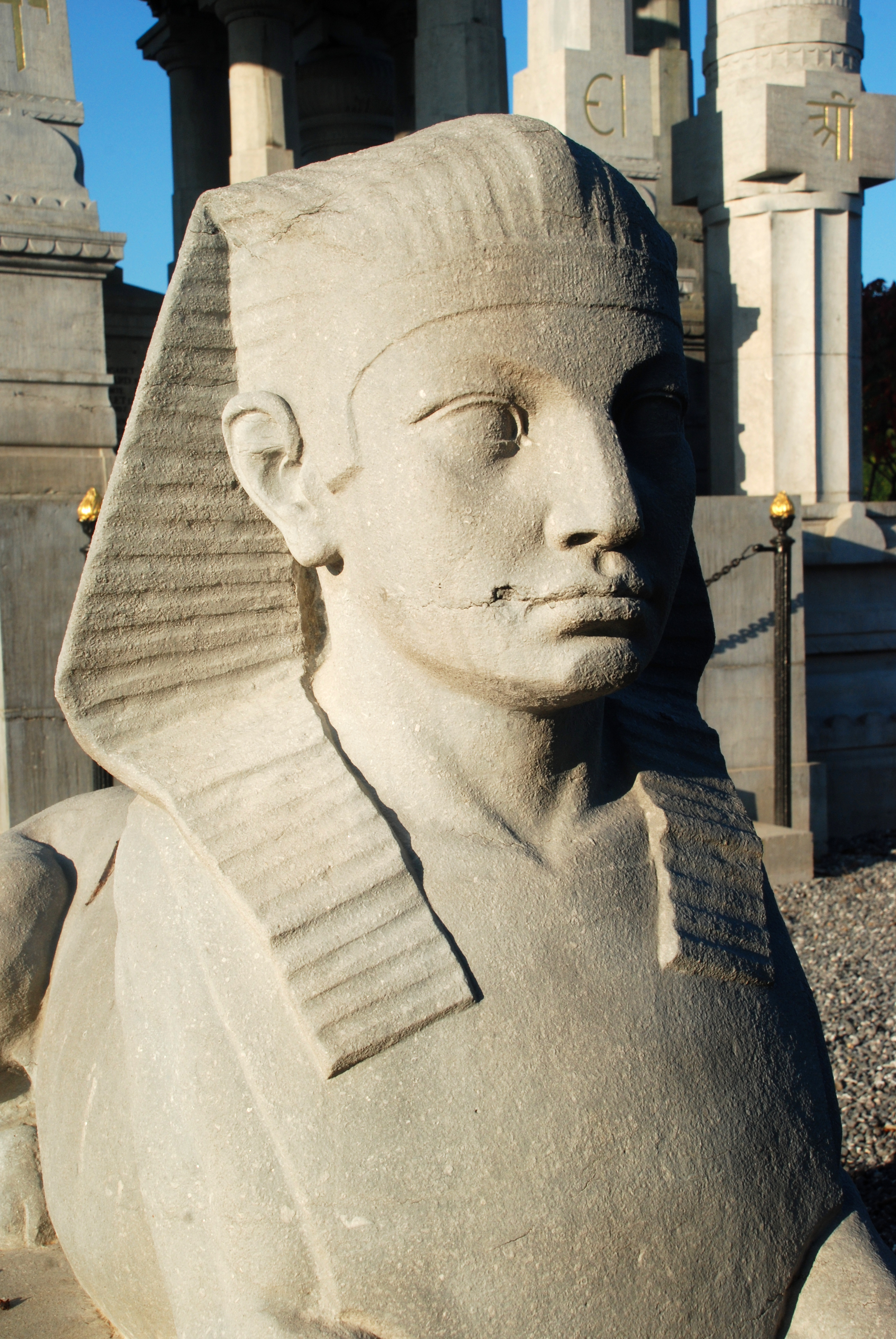

Le mausolée se dresse à l'intersection de quatre allées qui coupaient le cimetière (à l'époque de sa création) en quatre parties égales.
Une entrée particulière percée dans le mur d'enceinte du cimetière, au nord-est, donne accès à une allée bordée d'ifs, dont l'entrée est gardée par deux sphinx en pierre bleue.
À la fin de l'allée, l'escalier d'accès au mausolée est gardé par deux autres sphinx allongés sur des socles plus élevés, frappés chacun du monogramme de la famille Goblet d'Alviella, gravé en lettres d'or.

Sphinx
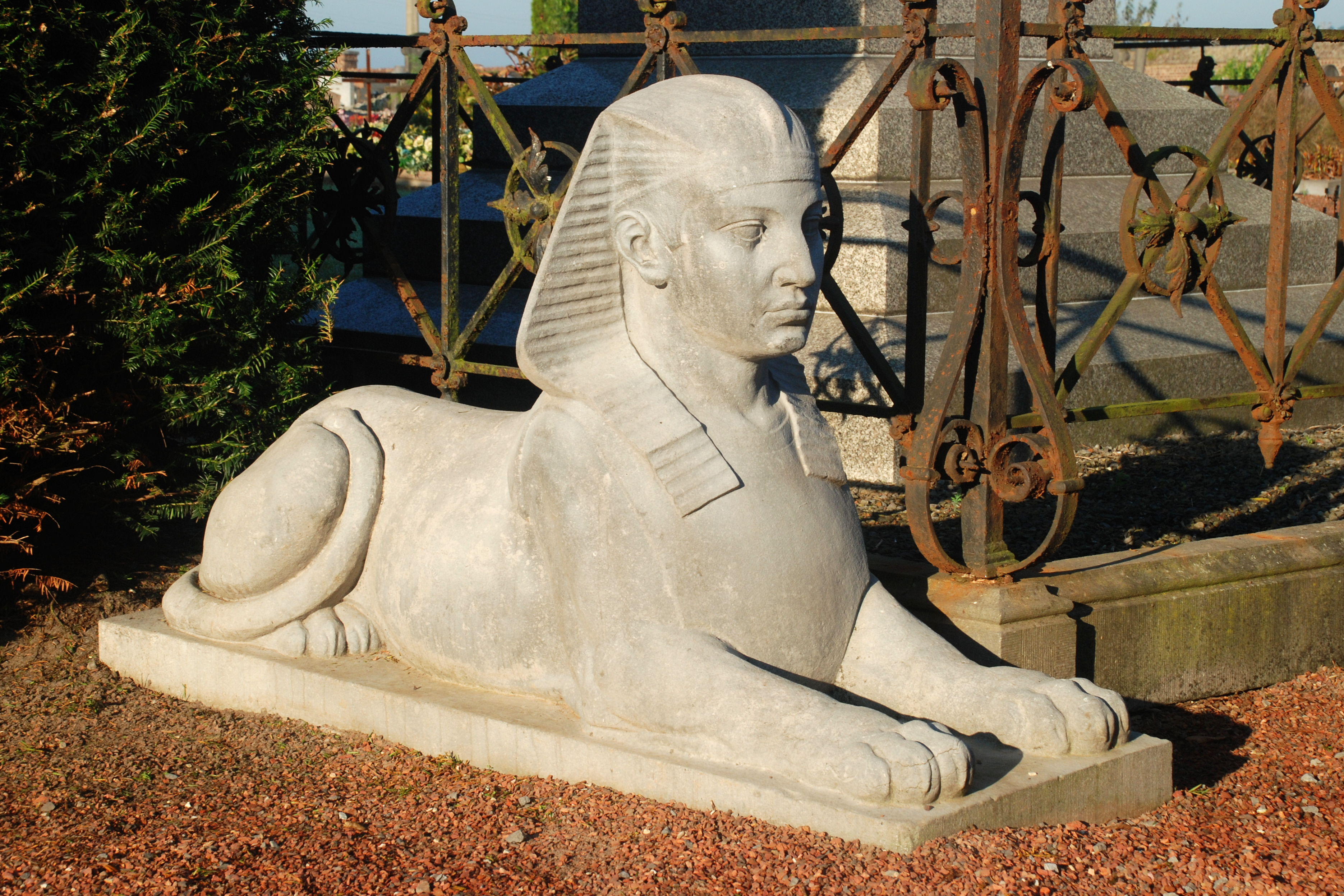
Sphinx gardant l'entrée de l'allée.
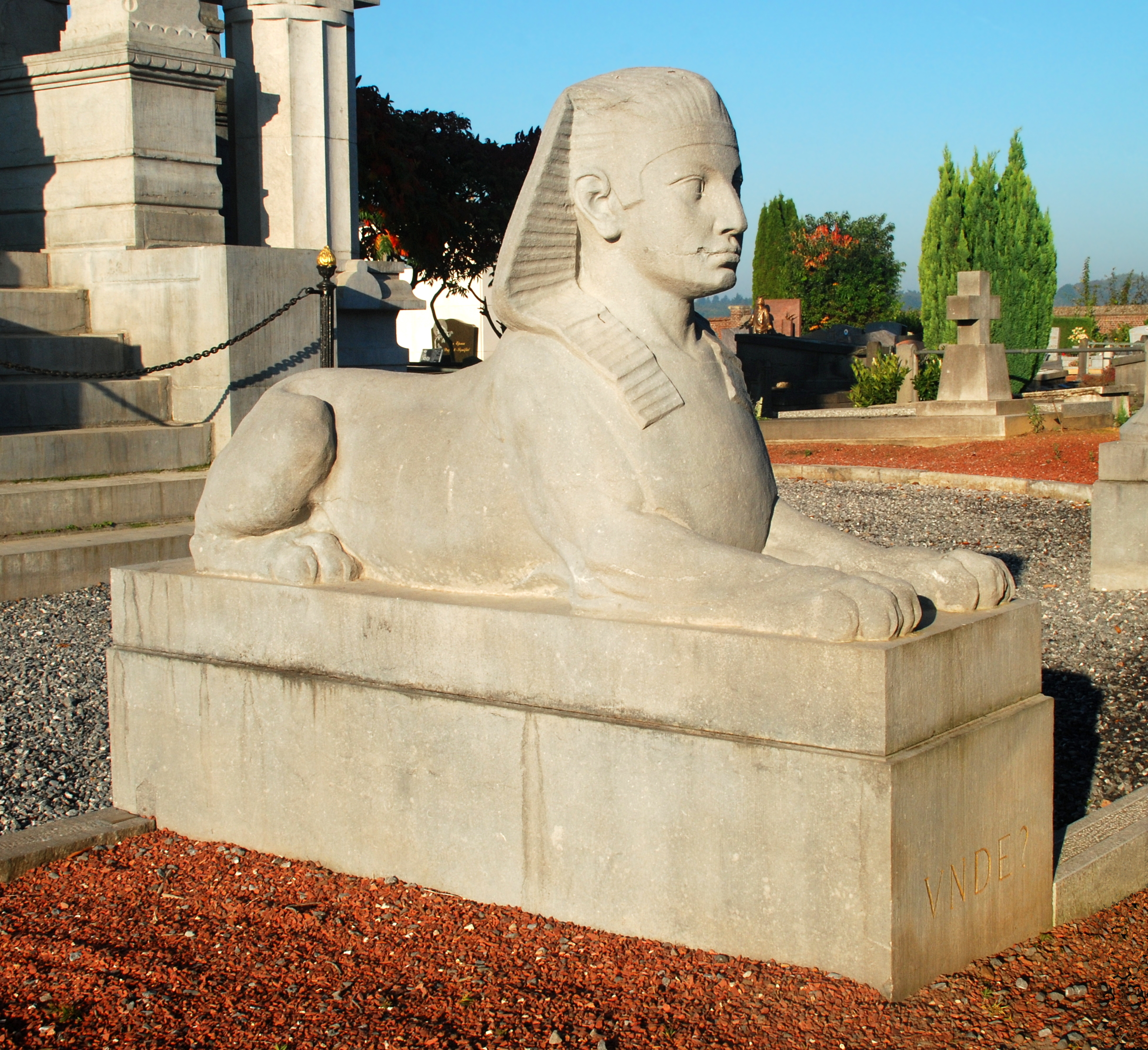
Sphinx gardant le mausolée.

### Architecture
Réalisé en pierre calcaire de l'Ourthe et en pierre bleue de Soignies, le mausolée, d'une hauteur de 12 m et d'une superficie de 35 m2, affecte l'allure générale d'un temple hindou, tout en empruntant des éléments stylistiques à l'art égyptien, à l'architecture grecque, à l'architecture omeyyade, à l'architecture romane…
C'est ainsi que l'on trouve un bas-relief de style égyptien, des colonnes dont la partie inférieure cannelée évoque l'architecture de l'antiquité grecque alors que la partie supérieure est de style hindou, des merlons caractéristiques de l'architecture omeyyade, identiques à ceux qui somment les façades de la grande mosquée de Cordoue, des frises de dents de scie typiques de l'art roman…

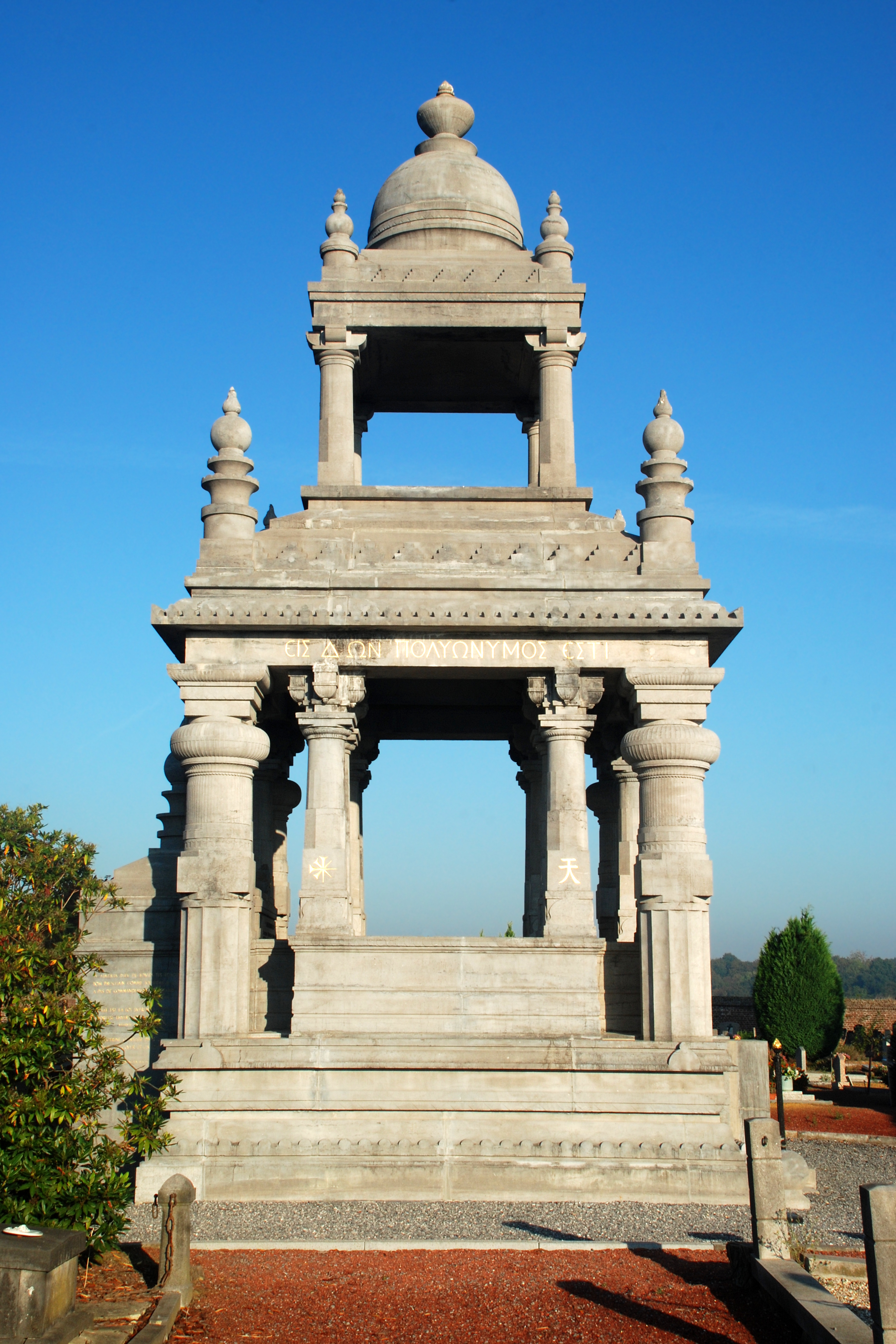
Le mausolée vu du sud-ouest.
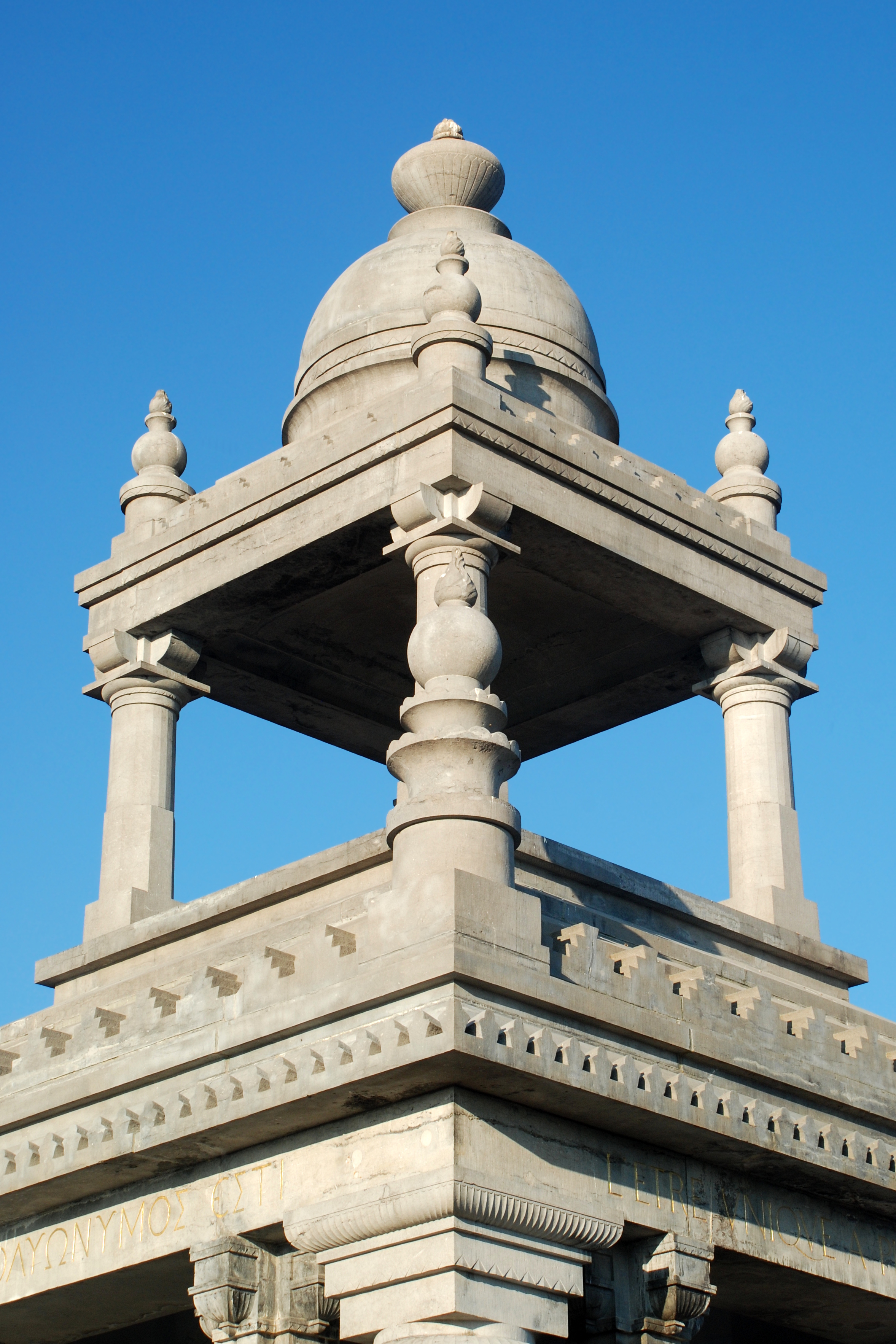
La coupole.
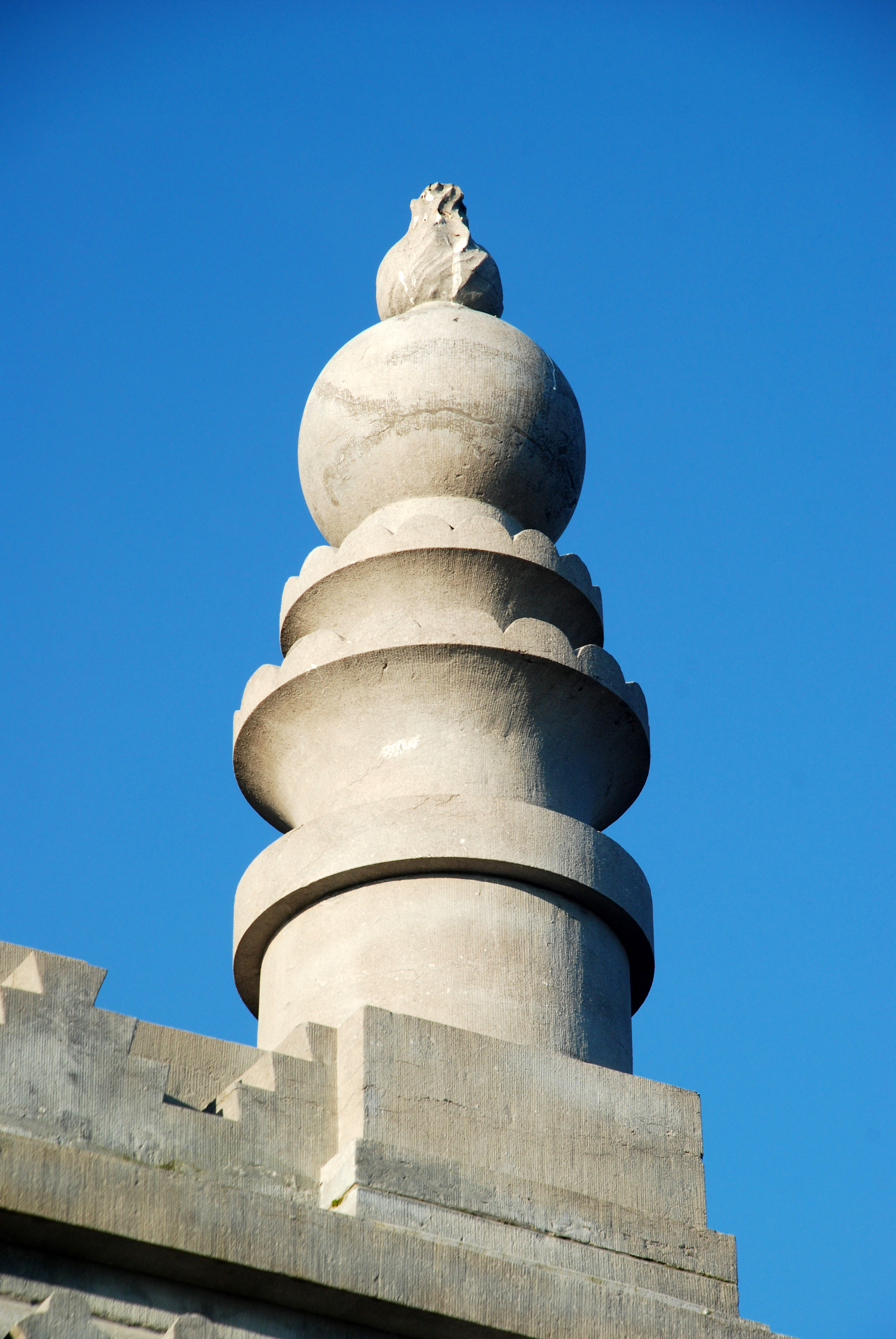
Pinacle.
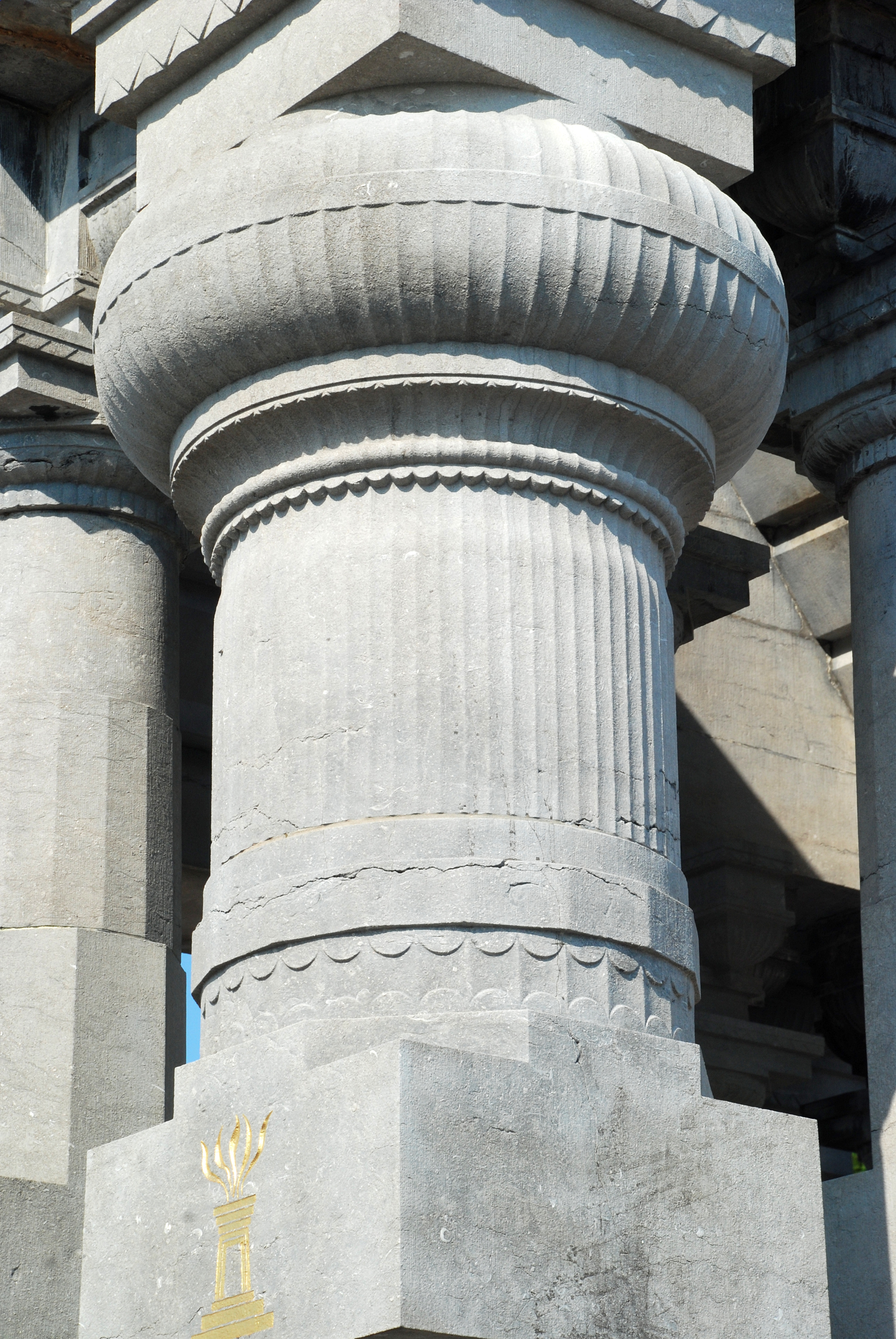
Colonne.

### Inscriptions et symboles
Les convictions universalistes du comte Goblet d'Alviella se reflètent également dans les inscriptions et symboles empruntés aux grandes cultures de la planète.
Les colonnes du mausolée portent des inscriptions en caractères cunéiformes, en hébreu, en arabe, en chinois… ainsi que des symboles empruntés à différentes cultures comme l'ânkh (la croix ansée, symbole de vie des Égyptiens), un chrisme chrétien, une svastika, une pyrée et le feu, symbole d'Ormuzd ou d'Ahura Mazda, l'ouroboros (serpent qui se mord la queue, symbole du cycle de la vie et de la mort)…

#### Entablement
Les quatre faces du monument portent, gravée sur l'entablement, l'inscription « L'être unique a plus d'un nom », en français, en grec, en hiéroglyphes égyptiens et en sanskrit.

#### Porte
La porte qui donne accès au caveau du mausolée est décorée du symbole de la rose-croix et est surmontée d'un globe ailé encadré de vipères lovées, symbole du dieu égyptien Horus.

#### Colonnade extérieure

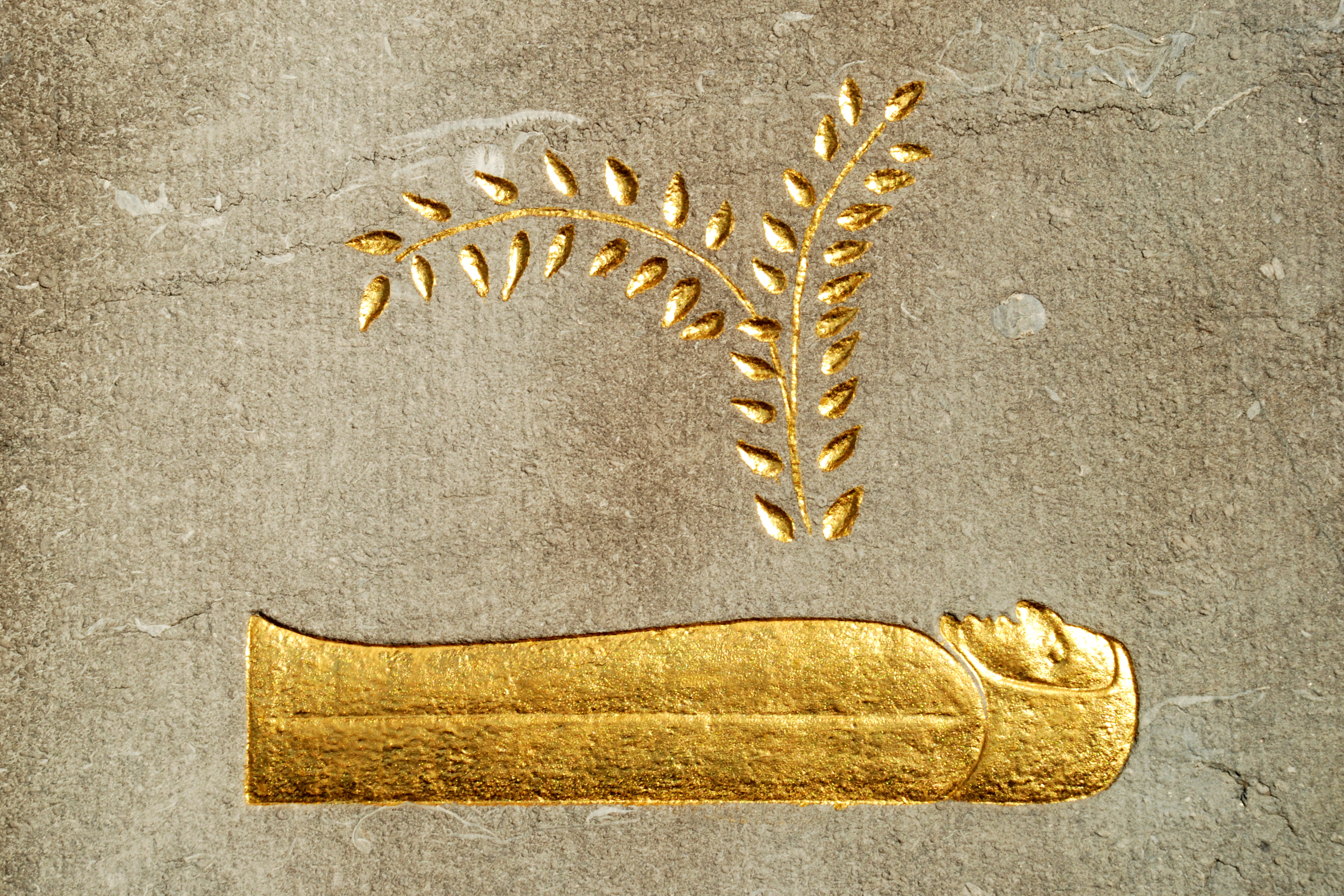
Symbole de la vie éternelle.

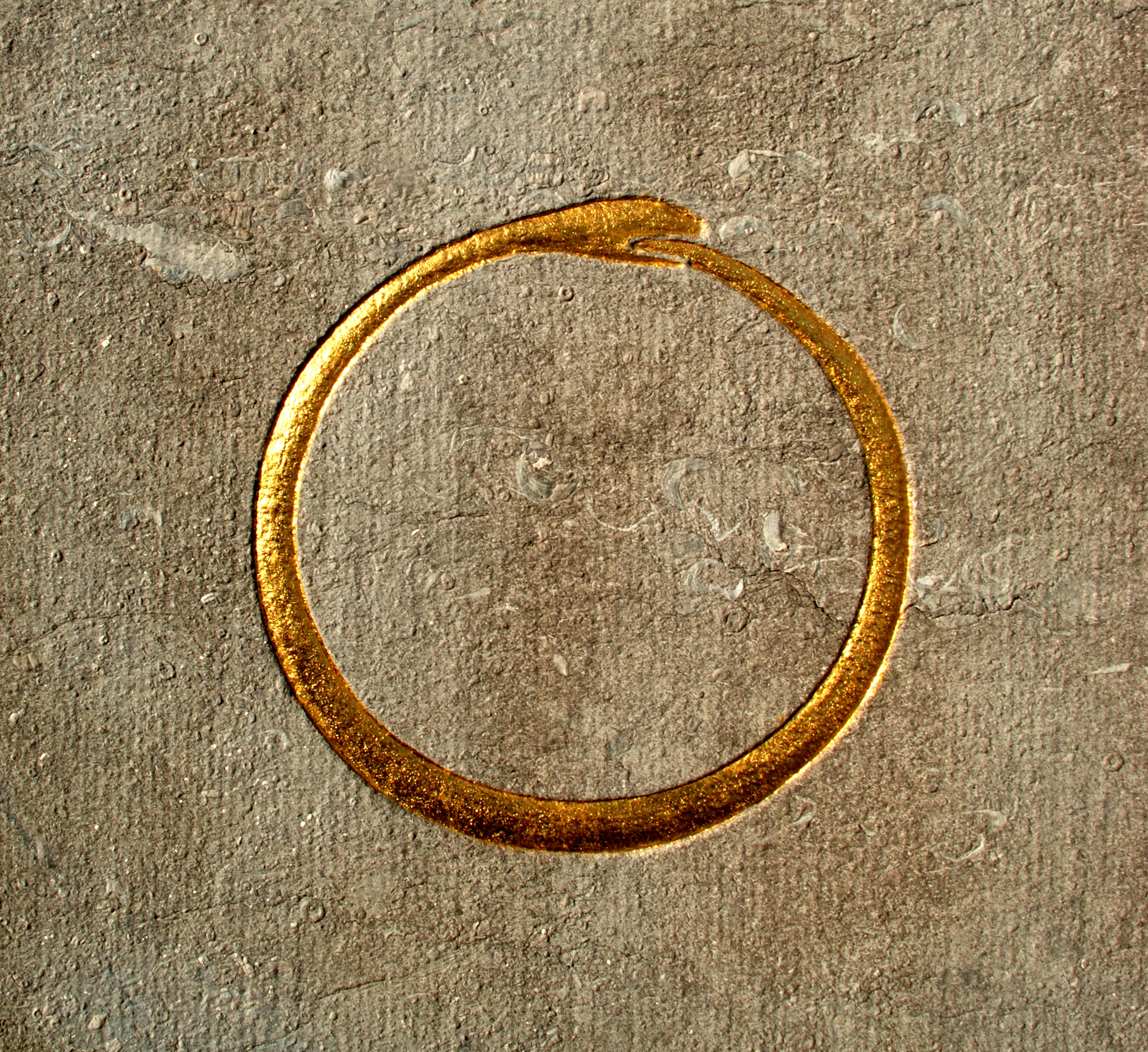
Ouroboros.

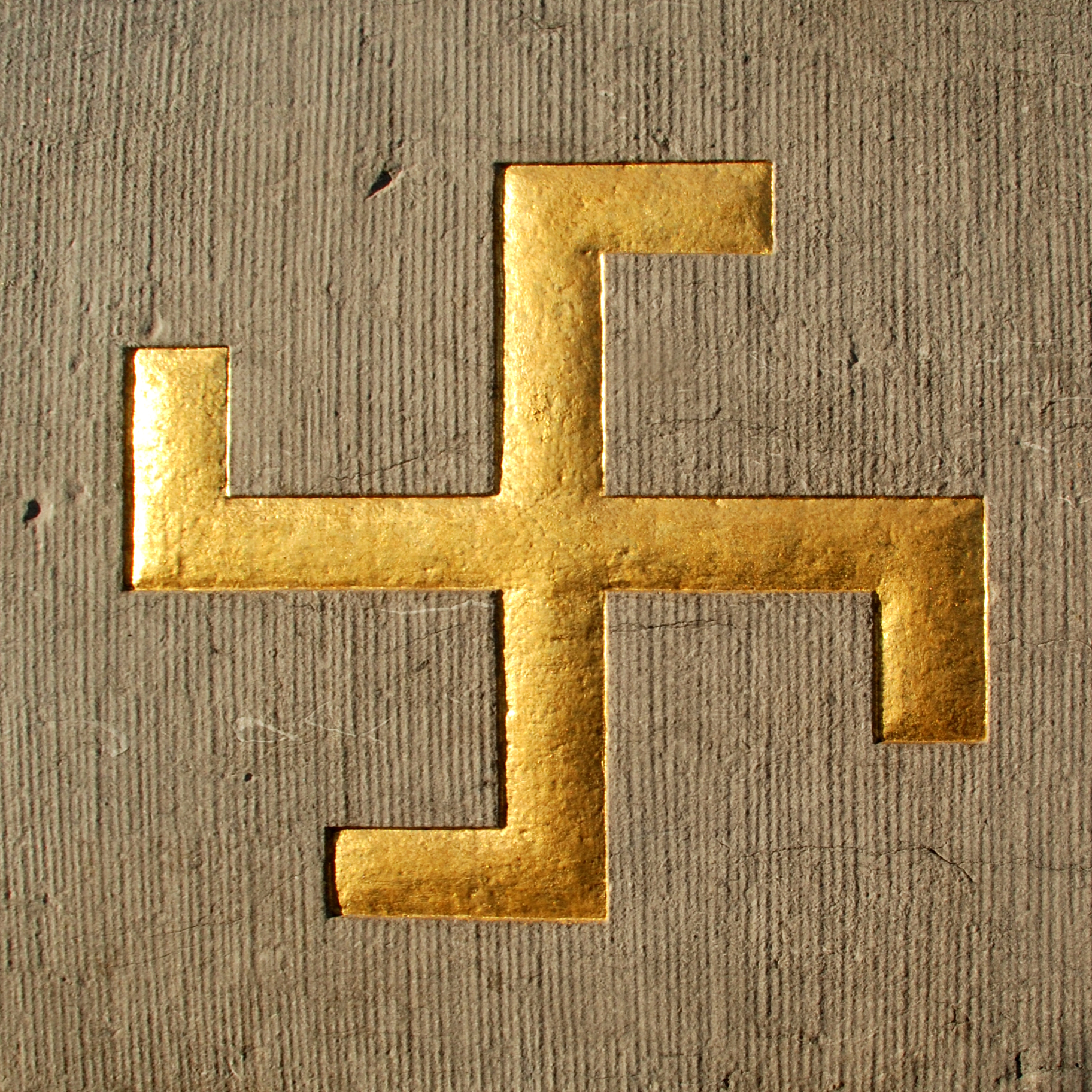
Svastika.

On trouve sur la colonnade extérieure les symboles suivants, :
- le chrisme chrétien ;
- l'abréviation usuelle du tétragramme représentant le nom de Dieu dans le judaïsme ;
- le grec « Tu es » (ει), gravé selon Plutarque sur le temple de Delphes ;
- la monosyllabe mystique « Oum » des brahmanes indiens, qui signifie « Cela est », affirmation de l'être absolu ;
- le nom d'Allah ;
- le nom d'Odin, dieu principal de la mythologie nordique, en caractères runiques ;
- la foudre, symbole du dieu romain Jupiter ;
- le marteau, emblème de la foudre, symbole du dieu celtique Taranis ;
- le Dharmachakra, la roue de la loi bouddhiste ;
- le feu, symbole d'Ormuzd ou d'Ahura Mazda, divinité centrale de la religion mazdéenne des Perses ;
- le caractère cunéiforme « An » qui rendait l'idée de divinité chez les chaldéens ;

#### Colonnade intérieure
La colonnade intérieure, quant à elle, arbore les symboles suivants,, :
- le phénix, symbole des cycles de mort et de résurrection, rattaché au culte du Soleil ;
- le lotus, symbole égyptien de la renaissance ;
- le svastika, symbole de la rotation du soleil ;
- le croissant lunaire, symbole de renouvellement et de résurrection ;
- le papillon, symbole de l'âme ;
- l'épi de blé, enseveli en automne et qui germe au printemps ;
- la croix ansée des Égyptiens ou ânkh, hiéroglyphe égyptien représentant le mot « vie » ;
- la faux, symbole de la Mort ;
- l'ouroboros, le serpent qui se mord la queue, symbole du cycle du temps et de l'éternité ;
- une branche d'acacia sortant d'un sarcophage, représentant « la Vie qui sort de la Mort » dans l'Égypte antique et pour la franc-maçonnerie (Légende d'Hiram).

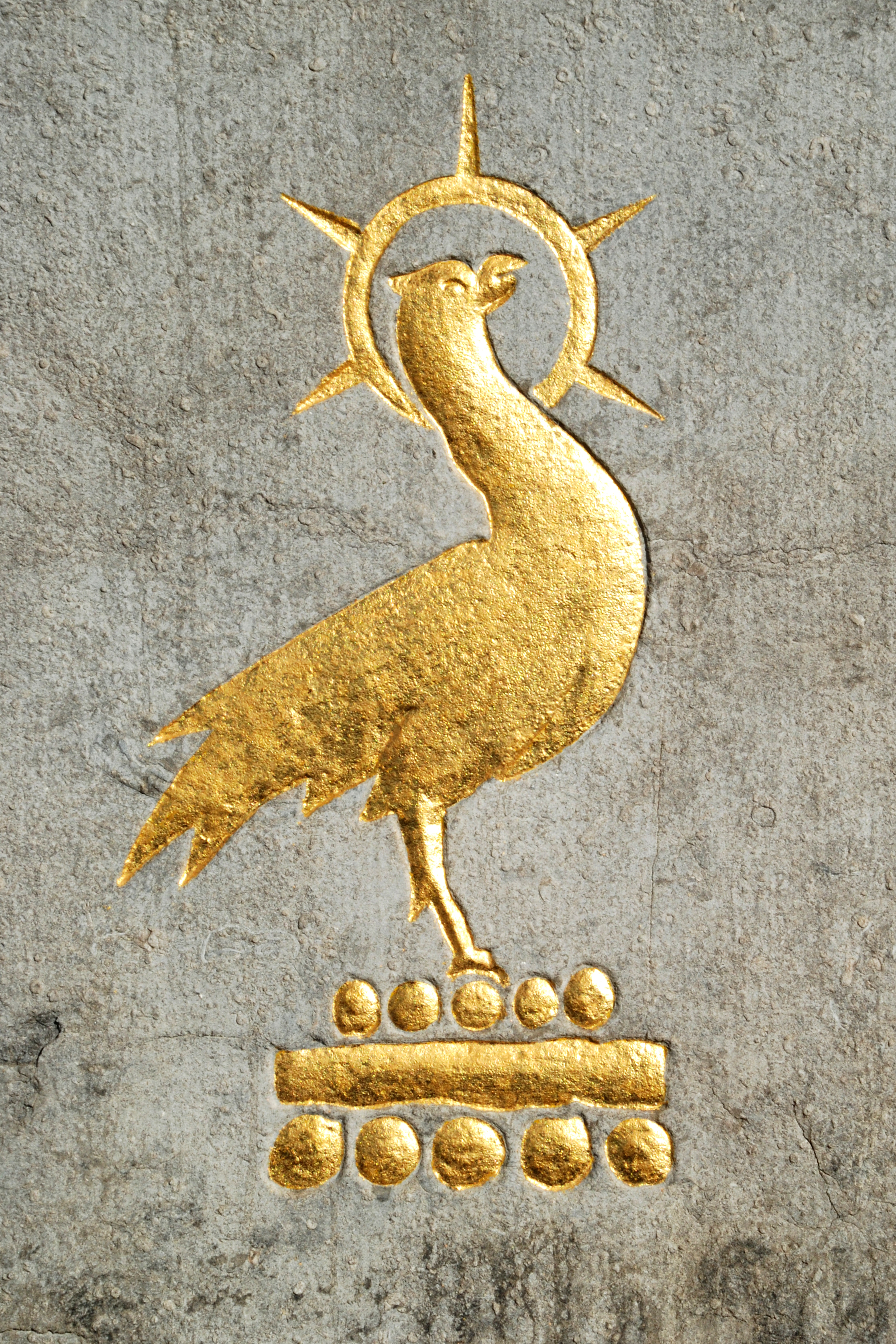
Phénix.
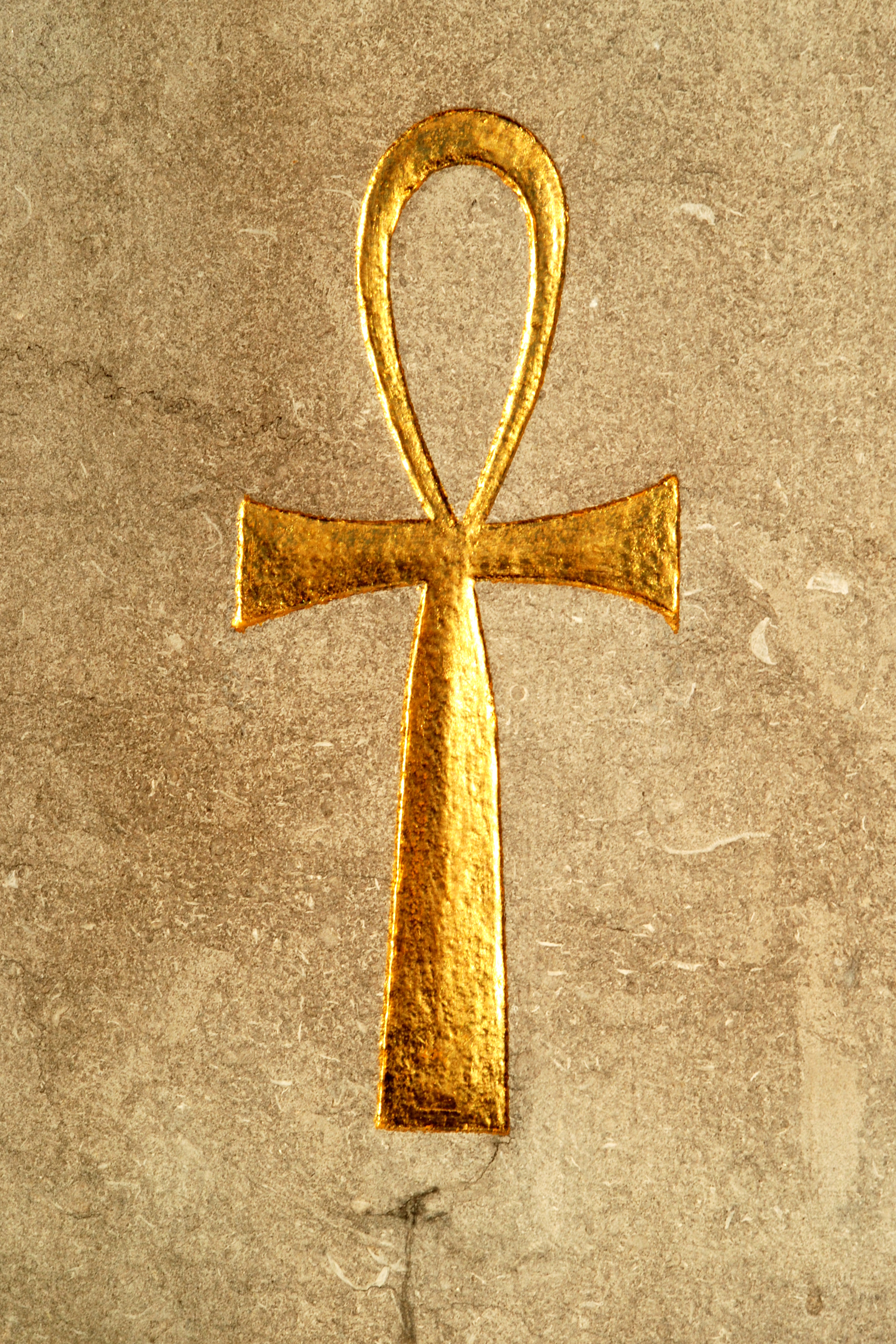
Ânkh.
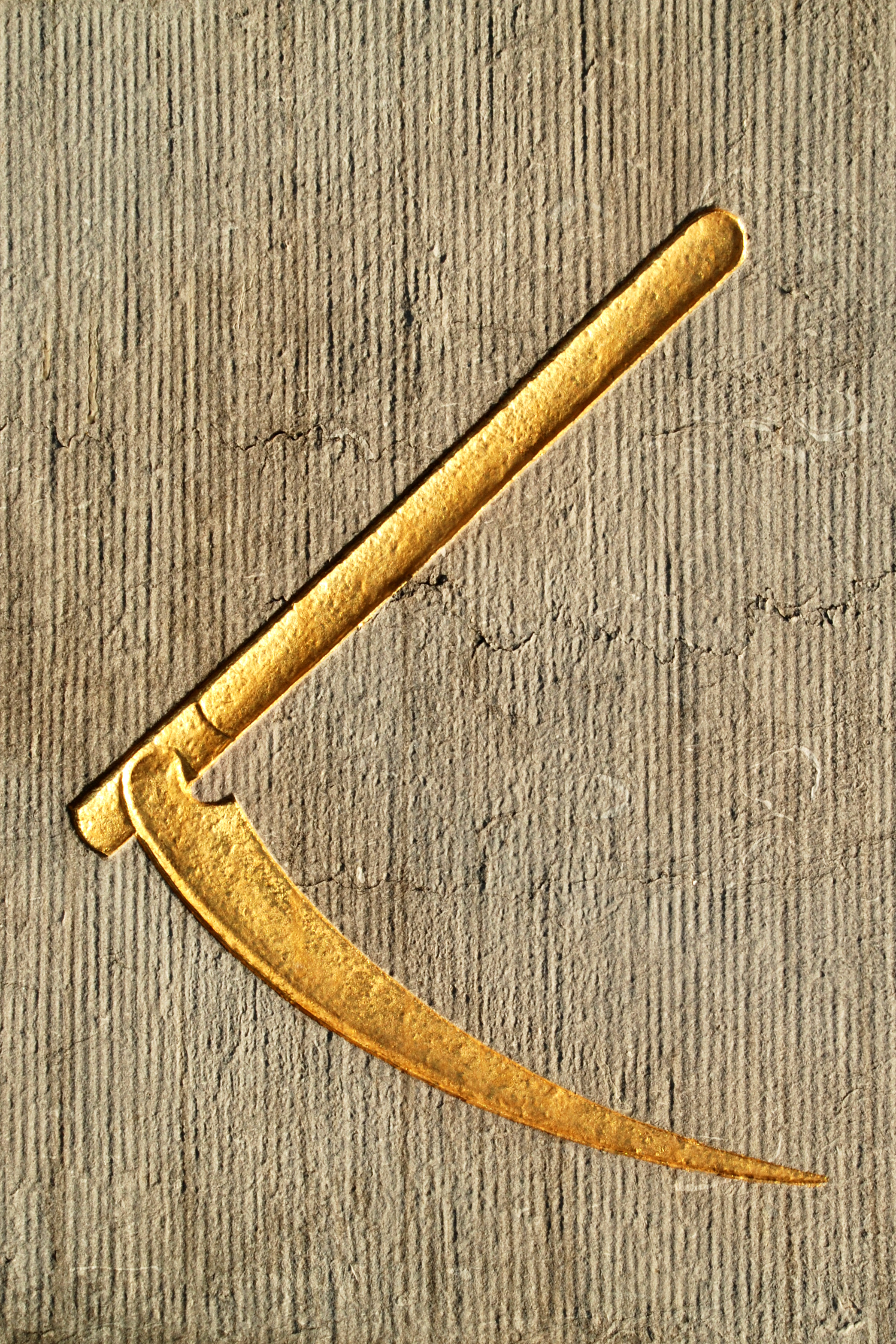
Faux.